# Quirinus van Neuss

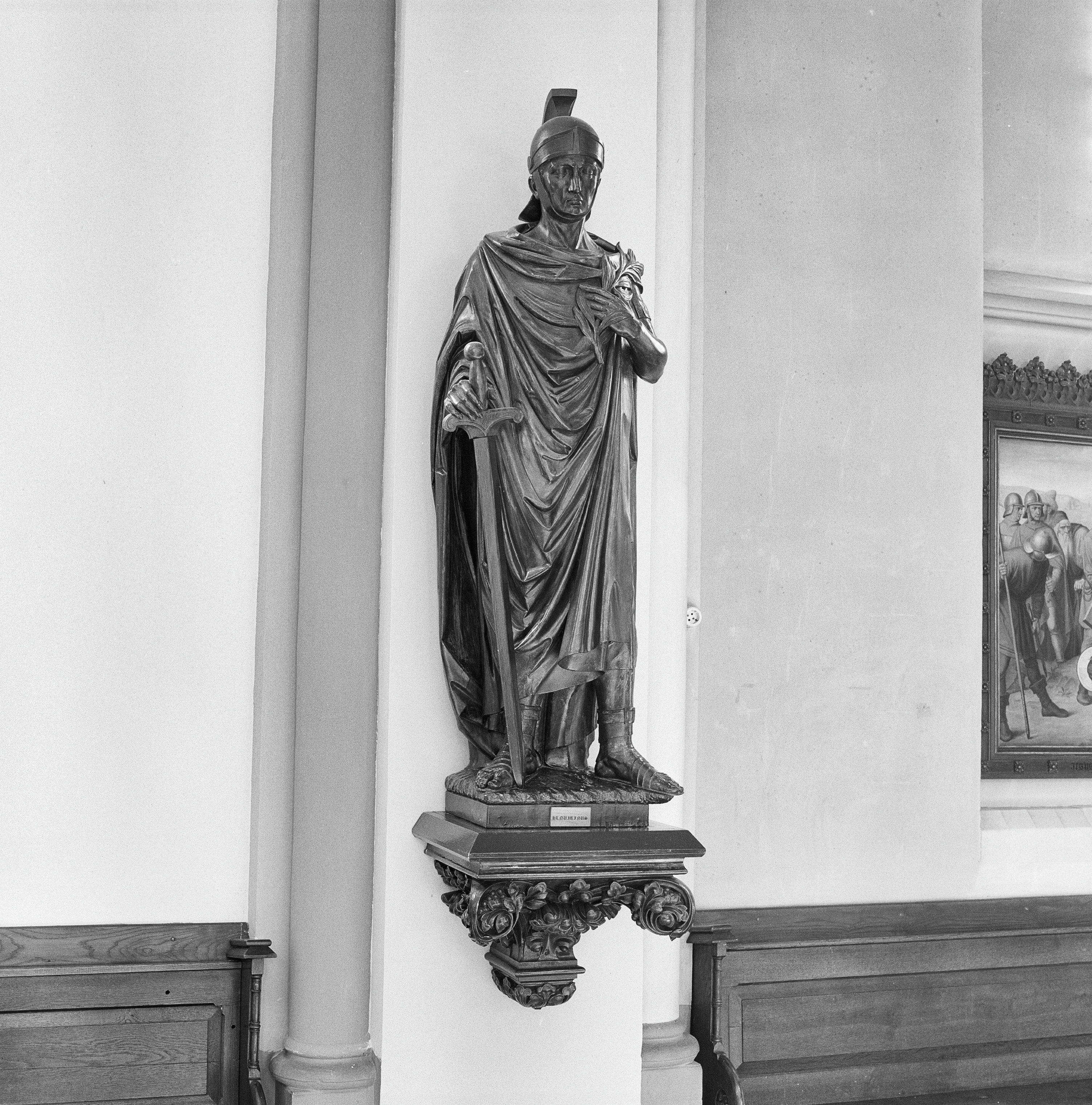
Beeld van de heilige in de Sint-Clemenskerk van Nuenen

De heilige Quirinus van Neuss (ook Quirinus van Rome; † rond 115) was volgens de overlevering een romeins tribuun uit de 2e eeuw, die de martelaarsdood stierf en als heilige wordt vereerd. Het centrum van de verering van Quirinus bevindt zich in Neuss, Noordrijn-Westfalen.

## Beschrijving
Rond de persoon Quirinus ontbreken historische bronnen en werden vele legenden opgetekend. Volgens de overlevering was Quirinus een romeins tribuun en de gevangenisbewaker van de heilige Alexander. Samen met zijn dochter Balbina zou Quirinus zich hebben bekeerd tot het christendom. Tijdens de christenvervolgingen onder keizer Hadrianus werd Quirinus onthoofd en in de Praetextatus-catacomben aan de Via Appia in Rome bijgezet. Volgens een Keuls document uit 1485 werden de stoffelijke resten van Quirinus in 1050 door paus Leo IX aan zijn zuster Gepa geschonken, die abdis was van een stift te Neuss. Vervolgens werd de Sint-Quirinuskerk gebouwd (1209–1250) om er de relieken in een kostbare schrijn te bewaren. Een beeld van de heilige siert de koepel van deze kerk.

## Verering

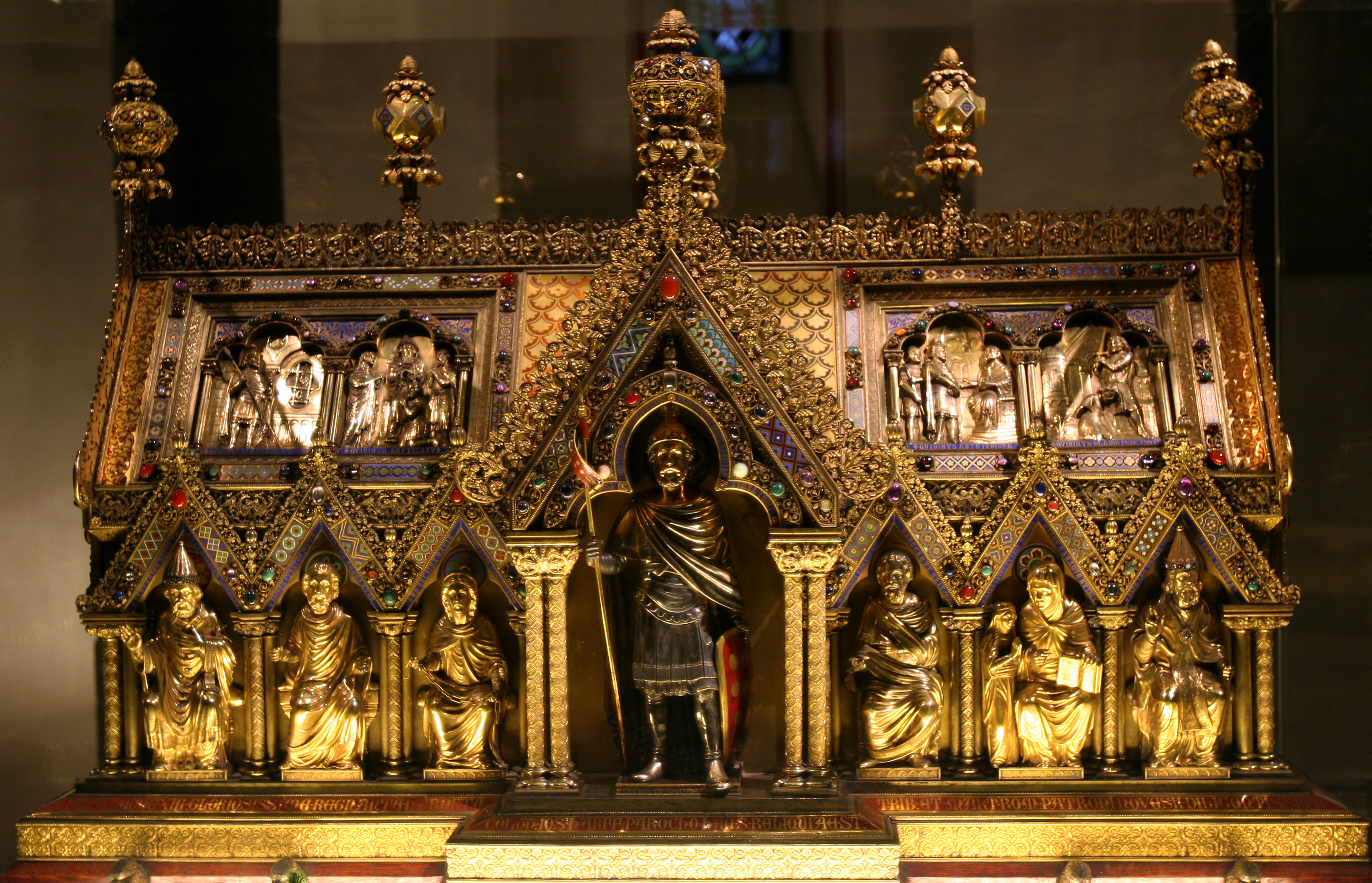
De neogotische schrijn van Quirinus

Tijdens een beleg van de stad door Karel de Stoute in 1474-1475 riepen de bewoners met succes Quirinus aan voor hulp. Zijn verering verspreidde zich snel naar het Rijnland, de Nederlanden, de Elzas, Scandinavië en Italië, waar hij patroonheilige werd van de stad Corregio en Neuss ontwikkelde zich tot de belangrijkste bedevaartsplaatsen in het Rijnland.
Meerdere putten en bronnen werden naar Quirinus vernoemd en hij werd aangeroepen voor de genezing van builenpest, pokken en jicht, been- en voetproblemen, verlamming, steenpuisten, huiduitslag, oorpijn en botschade. Ook werd hij beschouwd als een patroonheilige van paarden en runderen. Naast het bezoeken van de schrijn dronken de pelgrims het wonderdoende water uit de schedelschaal van de heilige.
Tot op de dag van vandaag pelgrimeren gelovigen naar de schrijn van Quirinus in de Quirinuskerk van Neuss (sinds 2009 verheven tot basilica minor), met name rond de feestdag van de heilige. Vanaf 2008 wordt in Neuss het Quirinus-bedevaartsoctaaf gevierd, dat voorafgaat aan een processie met de relieken van Quirinus op 30 april als dat een zondag is of op de zondag na 30 april. De oude schrijn bevindt zich in bruikleen in het Clemens-Sels-Museum te Neuss. Een nieuwere schrijn, in 1900 ter gelegenheid van het Quirinus-jubileum geschonken door de bevolking van Neuss, werd door de Akense goudsmit Bernhard Witte ontworpen en in zijn atelier vervaardigd. De beelden van de heiligen, bisschoppen en de zittende figuur worden, evenals het reliëf met scènes uit het leven van de heilige, toegeschreven aan zijn broer August Witte.
Samen met Hubertus, Cornelius en Antonius-Abt is Quirinus een van de vier heilige maarschalken.

## Iconografie
De heilige Quirinus wordt met martelaarspalm voorgesteld en met name sinds de 16e en 17e eeuw als romeins officier met helm, lans, vlag en/of wapenschild. Vaak tonen het wapenschild en de vlag negen ronde kogels, een getal dat verwijst naar de romeinse naam van Neuss, Castrum Novaesium (novem betekent in het Latijn negen). De voorstelling van Quirinus als bisschop heeft betrekking op gelijknamige heiligen uit de 3e respectievelijk 4 eeuw en bisschoppen van Rouen en Sisak in Kroatië.